# ازناب، یاردیملی
ازناب، یاردیملی (به لاتین: Anzov) یک منطقهٔ مسکونی در جمهوری آذربایجان است که در شهرستان یاردیملی واقع شده‌است. ازناب ۹۰۱ نفر جمعیت دارد.